# Despacho de Marina de España
El Despacho de Marina fue una de las cinco Secretarías del Despacho creadas en España por Felipe V en 1714, siendo inicialmente de Marina e Indias. En 1717 se fusionó con el Despacho de Guerra, para en 1755 volver a separarlo del de Guerra y ser de nuevo de Marina e Indias. Estos dos departamentos fueron separados por Carlos III y el de Marina evolucionó al Ministerio de Marina que fue denominado oficialmente como ministerio a partir del Real Decreto de 20 de septiembre de 1851.